# Subkhiddin Mohd Salleh
Subkhiddin Mohd Salleh (Malàisia, 17 de novembre del 1966), és un àrbitre de futbol malaisi. Salleh és àrbitre internacional FIFA des del 2000. Fins ara ha dirigit partits en grans esdeveniments com el Campionat del Món sub-20 2007. El febrer del 2010 va ser assignat per arbitrar al Mundial 2010.